# Quan hệ Áo – Việt Nam
Quan hệ Việt Nam – Áo là quan hệ song phương giữa Cộng hòa Áo và Cộng hòa Xã hội Chủ nghĩa Việt Nam. Áo đã đặt Đại sứ quán của mình tại Hà Nội và Việt Nam cũng đã đặt Đại sứ quán của mình tại Viên. Quan hệ ngoại giao giữa hai nước đã được thiết lập từ ngày 1 tháng 12 năm 1972.

## Lịch sử tổng quan

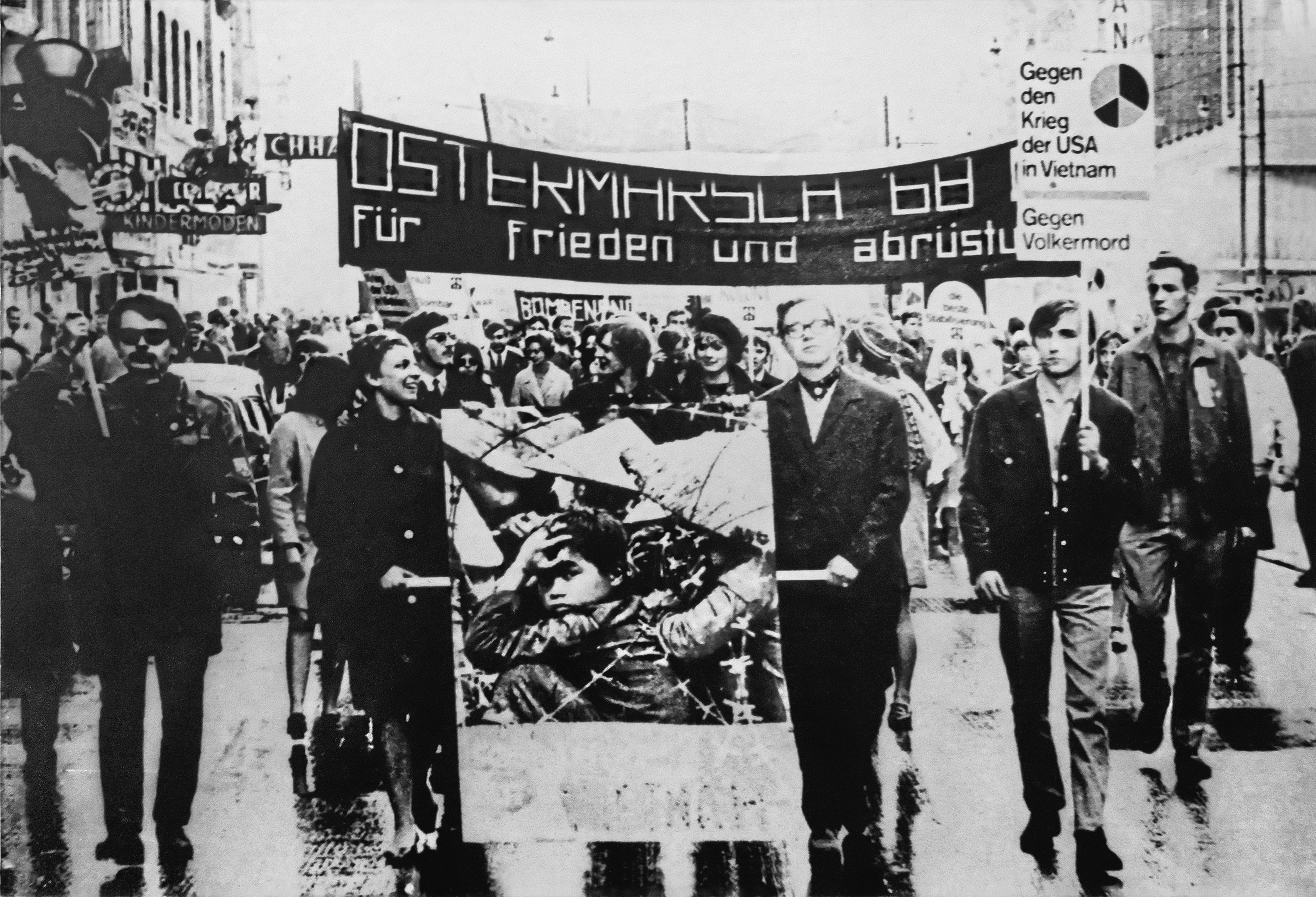
Biểu tình phản đối chiến tranh Việt Nam tại Vienna

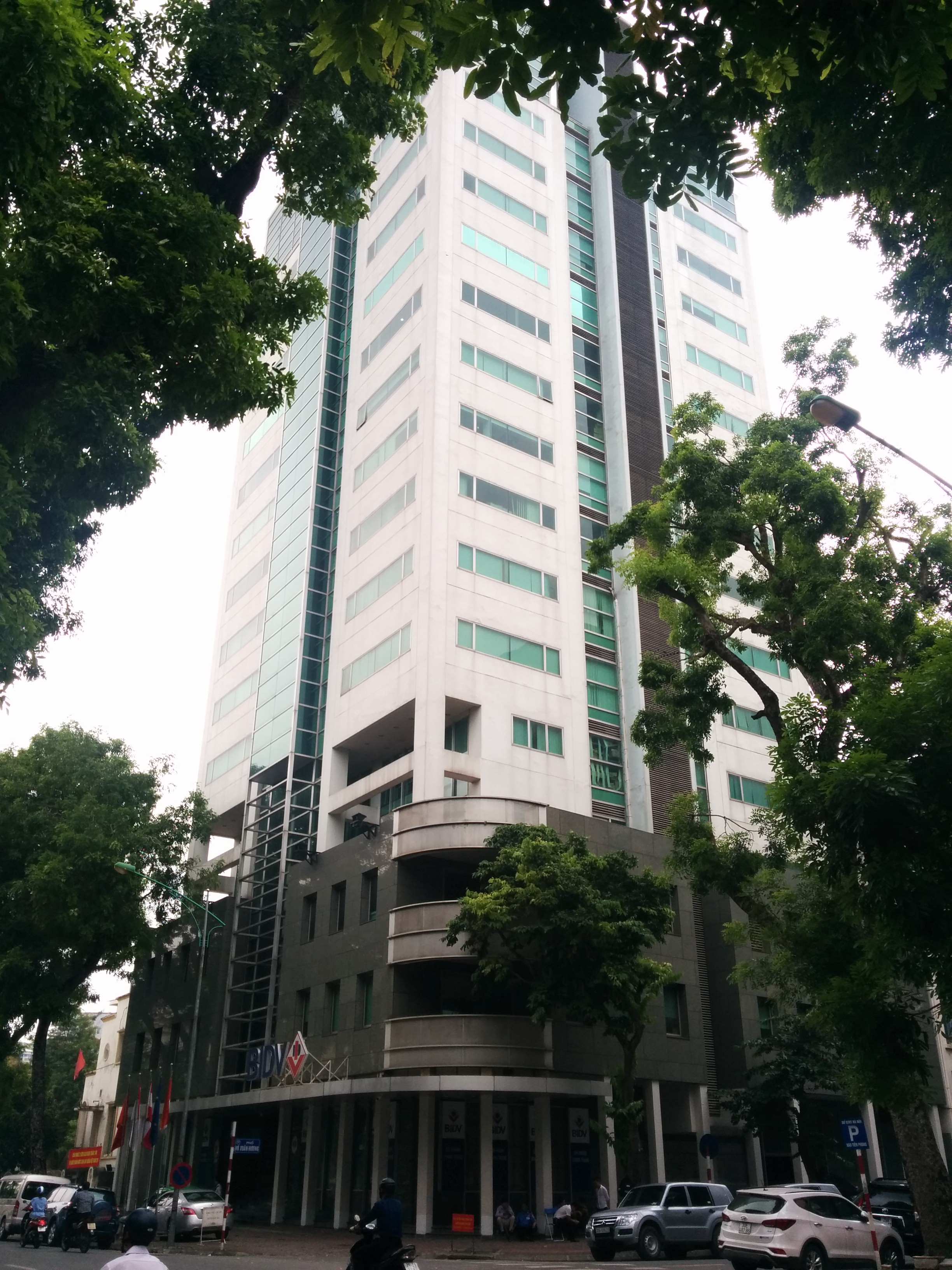
Đại sứ quán Áo và lãnh sự quán Monaco tại Hà Nội

Năm 1972, khi chiến tranh ở Việt Nam còn chưa kết thúc, Áo là một trong những nước phương Tây đầu tiên thiết lập quan hệ ngoại giao với Việt Nam. Nhiều người dân Áo đã xuống đường tuần hành ủng hộ Việt Nam. Trong những năm qua, mối quan hệ hữu nghị và hợp tác giữa hệ hai nước không ngừng phát triển. Đỉnh cao trong quan hệ là chuyến thăm Áo cấp Nhà nước của Chủ tịch nước Nguyễn Minh Triết tháng 6 năm 2008, đưa quan hệ hai nước lên một tầm cao mới. Áo ủng hộ Việt Nam ứng cử vào HĐBA LHQ nhiệm kỳ 2008-2009. Việt Nam ủng hộ Áo ứng cử HĐBA LHQ nhiệm kỳ 2009-2010. Tổng thống Áo Heinz Fischer cũng đã có chuyến thăm Việt Nam vào tháng 5 năm 2012.
Ngày 1 tháng 12 năm 2022 là kỷ niệm 50 năm quan hệ ngoại giao giữa hai nước.

## Thương mại

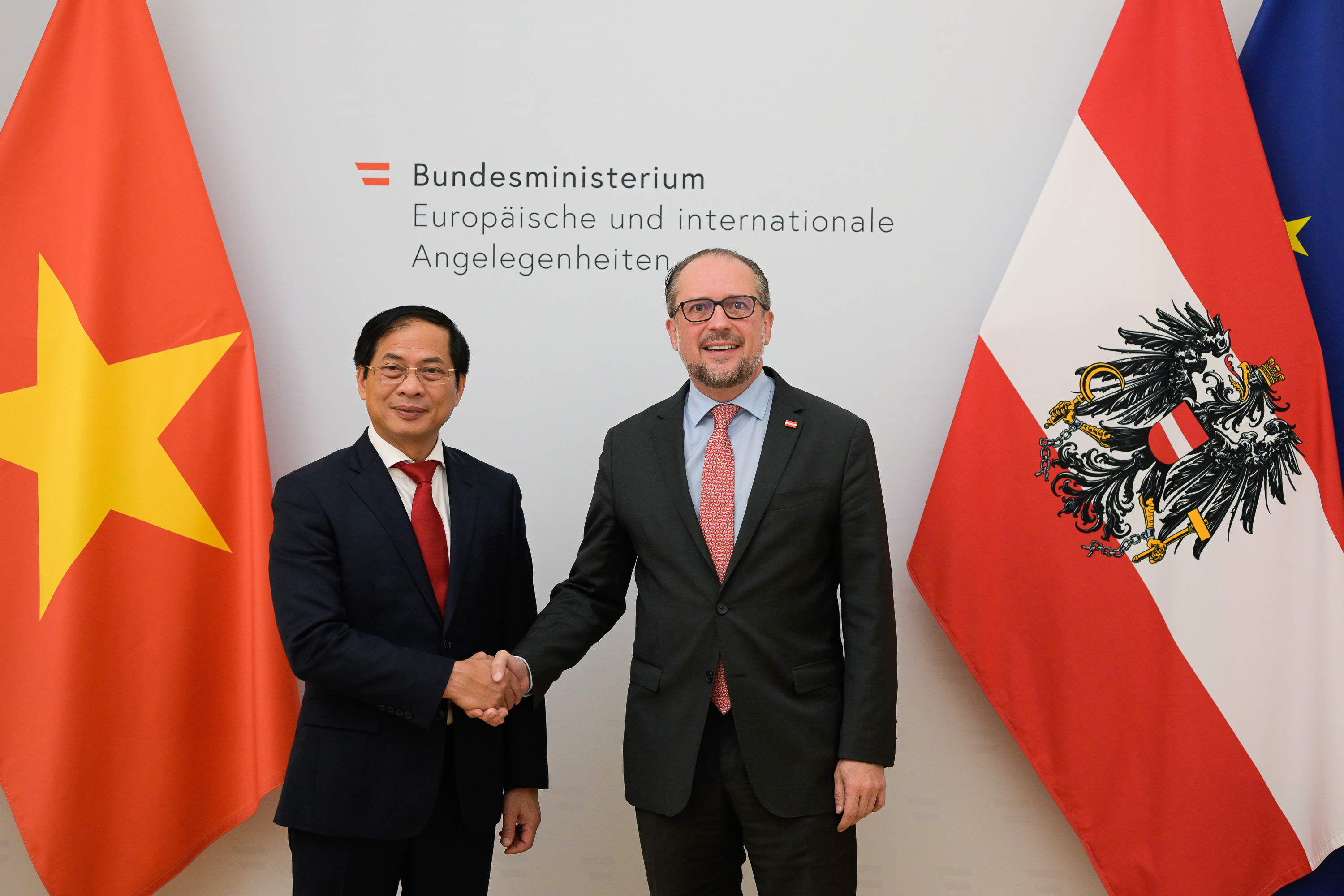
Bộ trưởng Ngoại giao Alexander Schallenberg gặp người đồng cấp Việt Nam Bùi Thanh Sơn tại Vienna. ngày 28 tháng 9 năm 2022

Thương mại song phương giữa hai nước những năm gần đây có phát triển nhưng còn ở mức khiêm tốn so với tiềm năng của hai nước. Các mặt hàng Việt Nam xuất sang Áo là giầy dép, máy vi tính, hàng dệt may, linh kiện điện tử, túi xách, va li, đồ gỗ... và nhập từ Áo chất dẻo nguyên liệu, máy móc thiết bị, phụ tùng, tân dược, gỗ và các sản phẩm gỗ.
Kim ngạch thương mại hai nước năm 2011 đạt 626,89 triệu USD (trong đó Việt Nam Nhập từ Áo 461,53 USD và xuất sang Áo 165,36 USD) tăng gần 2,4 lần so với năm 2010 (chỉ đạt 267,41 USD).